# À peu près
Albums de Pomme
En cavale
(2016) Les Failles
(2019)
Singles
1. Même robe qu'hier
Sortie : 6 octobre 2017
2. De là-haut
Sortie : 30 mars 2018

À peu près est le premier album studio de la chanteuse française Pomme, sorti le 6 octobre 2017 chez Polydor Records.

## Édition deluxe
Le 20 avril 2018, une édition de luxe de l'album À peu près sort au format numérique, avec cinq titres bonus enregistrés en direct dans les « Sessions montréalaises »,. Ils sont également diffusés séparément le lendemain au format vinyle sur un EP intitulé À peu près - Sessions montréalaises

## Critiques
Dans sa critique pour Madmoizelle.com, Lucie Kosmala écrit que : « Lancer la lecture de l’album, c’est accepter de se laisser envelopper par une mélancolie folk et délicieuse le temps de treize titres. » Elle salue également les « textes poétiques où s’entrelacent les métaphores en font des chansons profondes voire spirituelles ». Elle évoque l'influence de la chanson française dans sa musique, en disant que « d’autres titres enfin viennent flirter avec la chanson française que l’on pourrait qualifier de plus patrimoniale, mais tout en étant complètement modernisé, à l’exemple de Ceux qui rêvent ».
Sylvain Cormier, du quotidien d'information Le Devoir loue la voix de Pomme, « au timbre délicieusement poreux, cette voix au registre étonnant qui va de l’ultra-aigu jusqu’à des graves suaves. »

## Liste des pistes
| 1.    | À peu près              | Pomme               | 3:26 |
| 2.    | Même robe qu'hier       | Ben Mazué           | 2:45 |
| 3.    | Ce garçon est une ville | Abel K1             | 2:33 |
| 4.    | Comme si j'y croyais    | Yannick Marais      | 3:15 |
| 5.    | La Gare                 | Pomme               | 3:34 |
| 6.    | Adieu mon homme         | Julien Bensenior    | 3:17 |
| 7.    | La Lavande              | Pomme               | 4:19 |
| 8.    | De là-haut              | Pomme, Jean Felzine | 2:43 |
| 9.    | A Lonely One            | Don Cavalli         | 3:25 |
| 10.   | Pauline                 | Jean Felzine        | 2:39 |
| 11.   | Ceux qui rêvent         | Julien Bensenior    | 1:58 |
| 12.   | On brûlera              | Pomme               | 3:27 |
| 13.   | De quoi te plaire       | Siméo               | 2:20 |
| 39:41 |                         |                     |      |

| 14. | De quoi te plaire (Session live montréalaise, featuring Les Sœurs Boulay)  | Siméo          | 2:25 |
| 15. | A Lonely One (Session live montréalaise, featuring Elliot Maginot)         | Don Cavalli    | 4:04 |
| 16. | Pauline (Session live montréalaise, featuring Fanny Bloom)                 | Jean Felzine   | 2:28 |
| 17. | Comme si j'y croyais (Session live montréalaise, featuring Philémon Cimon) | Yannick Marais | 2:55 |
| 18. | On brûlera (Session live montréalaise, featuring Safia Nolin)              | Pomme          | 3:49 |

## Crédits
Crédits adaptés à partir des notes de l'album À peu près,.

### Musiciens
- Pomme - chant, guitare acoustique (pistes 1, 3, 6 et 12), autoharpe (pistes 1 à 3, 6, 8 et 10), chœurs (pistes 1, 2, 3, 4, 5, 6, 8 et 11), violoncelle (pistes 3, 5 et 8), guitare électrique (pistes 7 et 12), contrebasse (piste 2), omnichord (piste 4), glockenspiel (piste 9)
- Benjamin Hekimian - guitare acoustique (pistes 2, 4, 5, 6, 8, 9, 10 et 11), basse (pistes 1, 2, 4, 6, 8, 10, 11 et 12), guitare acoustique (pistes 1, 2, 4 et 5), batterie (pistes 8 et 12), percussions (pistes 1, 6, 8, 10 et 12), ukulélé (piste 2), lap steel guitar (piste 3)
- Matthieu Joly - programmation de batterie (pistes 1, 2, 3, 5, 6, 7, 8, 10 et 12), claviers (pistes 1, 2, 3, 5, 6, 7, 8, 10 et 12), mellotron (piste 9), orgue (pistes 1, 6, 8, 10 et 12), piano (pistes 3, 10 et 11), synthétiseur (piste 4), omnichord (piste 4)
- Rémi Sanna - batterie (pistes 1, 7, 8, 11 et 12)
- Olivier Marguerit - basse (piste 4), guitare acoustique (piste 4), piano (piste 4), synthétiseur (piste 4)
- Rafael Angster - basson (piste 4)
- Jean Thévenin - batterie (piste 4)
- Sammy Decoster - guitare électrique (piste 4)
- Yann Arnaud - percussions (piste 4)
- Stéphane Bellity - synthétiseur (piste 4)
- Julien Bensenior - chœurs (piste 6)
- Siméo - guitare (piste 13)

### Conception
- Marta Bevacqua - photographie
- Frank Loriou - illustration de couverture

### Production
- Waxx & Matt (Benjamin Hekimian & Matthieu Joly) - production (pistes 1, 2, 3, 5, 6, 7, 8, 9, 10, 11 et 12)
- Yann Arnaud - production (piste 4)
- Siméo - production (piste 13)
- Nicolas Risser - mastering
- Antoine Gaillet - mixage
- Matthieu Joly - enregistrement (pistes 1, 2, 3, 5, 6, 7, 8, 9, 10, 11 et 12)
- Yann Arnaud - enregistrement (piste 4)
- Siméo - enregistrement (piste 13)
- Christopher Colesse - aide à l'enregistrement (pistes 1, 2, 3, 5, 6, 7, 8, 9, 10, 11 et 12)

### Enregistrement
- Enregistré au Studio Dare Dare et Melodium Studio (Montreuil, Paris)
- Mixé au Studio Soyouz
- Masterisé au Studio Kilohertz
- Produit au Melodium Studio

## Classements
| Classement (2017)                | Meilleure position |
| -------------------------------- | ------------------ |
| Belgique (Ultratop 200 Wallonie) | 200                |
| France (SNEP)                    | 91                 |